# Strängnäs domkyrkoförsamling med Aspö
Strängnäs domkyrkoförsamling med Aspö är en församling i Domprosteriet i Strängnäs stift. Församlingen ligger i Strängnäs kommun i Södermanlands län. Församlingen utgör ett eget pastorat. Församlingen tillhör Domprosteriets kontrakt där också Åker-Länna, Stallarholmen, Vårfruberga-Härad, Daga, Frustuna och Mariefreds församlingar ingår.
Församlingen har två kyrkor och två kapell. Domkyrkan, Aspö kyrka, St:Petri kapell och kapellet på Gamla kyrkogården.

## Administrativ historik
Församlingen bildades 2002 genom sammanslagning av Strängnäs domkyrkoförsamling och Aspö församling.
Strängnäs Domkyrkoförsamling bildades 1966 genom en sammanslagning av Strängnäs landsförsamling och Strängnäs stadsförsamling. Tillsammans med Aspö församling tillsammans utgjort de ett pastorat där Domkyrkan var huvudkyrka. 

## Kyrkor
- Strängnäs domkyrka
- Aspö kyrka

## Domprostar
- 1902–1938: Otto Norberg
- 1938–1943: Elis Malmeström
- 1943–1955: Gösta Lundström
- 1955–1963: Per Lundberg
- 1963–1974: Robert Murray
- 1974–1992: Carl Strandberg
- 1992–2008: Gudmund Danielsson
- 2008–2015: Johan Dalman
- 2015– Christofer Lundgren

## Domkyrkoorganister
- 1914–1928: Knut Sundström
- 1940–1965: Rudolf Norrman
- 1966–2000: Rolf Stenholm
- 2000–2023: Torvald Johansson[3]
- 2024-: Jan H. Börjesson

## Organister
- 1980–2000: Torvald Johansson[3]
- 2000–2013: Britta Snickars
- 2013–2017: Jörgen Martinson
- 2018–2021: Katarina Högberg Jansson[4]
- 2021– Jonas Ison Lind

## Kantor
- 2009–2022: Barbro Frostegren
- 2022–: Inga-Lill Sjönneby

## Domkyrkoklockare
- Bengt Mathiasson
- Sten Selegård
- Stefan Eklund
- 2021– Sara Innerfors